# Saint Privat en Périgord
Saint Privat en Périgord  ist eine französische Gemeinde  mit 1.127 Einwohnern (Stand: 1. Januar 2022) im Département Dordogne in der Region Nouvelle-Aquitaine. Sie gehört zum Arrondissement Périgueux und zum Kanton Montpon-Ménestérol.
Sie entstand mit Wirkung vom 1. Januar 2017 als Commune nouvelle durch Zusammenlegung der bis dahin selbstständigen Gemeinden Saint-Privat-des-Prés, Festalemps und Saint-Antoine-Cumond, die in der neuen Gemeinde den Status einer Commune déléguée besitzen. Der Verwaltungssitz befindet sich im Ort Saint-Privat-des-Prés.

## Gliederung
| Ortsteil                                | ehemaliger INSEE-Code | Fläche (km²) | Einwohnerzahl zum 1. Januar 2019 |
| --------------------------------------- | --------------------- | ------------ | -------------------------------- |
| Saint-Privat-des-Prés (Verwaltungssitz) | 24490                 | 19,63        | 524                              |
| Festalemps                              | 24178                 | 12,27        | 247                              |
| Saint-Antoine-Cumond                    | 24368                 | 12,14        | 344                              |

## Lage
Nachbargemeinden sind Aubeterre-sur-Dronne und Laprade im Nordwesten, Petit-Bersac im Norden, Chassaignes im Nordosten, Vanxains im Osten, La Jemaye-Ponteyraud im Südosten, Saint-Vincent-Jalmoutiers im Süden, Saint Aulaye-Puymangou im Südwesten und Bonnes im Westen.